# 대한민국의 교수학습센터
교수학습센터(Teaching-Learning Center)는 학교의 교수∙학습 관련 활동에 필요한 각종 자원을 온∙오프라인으로 총체적으로 제공, 지원하는 인적∙물적 조직체제이다. 또한, 양질의 교수학습자료를 DB화하여 수업현장을 지원하고, 교육 수요자 간의 사이버 정보교류의 장으로 오프라인과 온라인을 연계한 다양한 수업활동이 이루어지는 공간이다.

## 구분
교수학습센터는 중앙단위와 시도단위, 학교단위에 따라 다음과 같은 명칭으로 구분된다.
- 중앙단위 : 교수학습센터
- 시도단위 : 교수학습지원센터(시∙도 교육과학연구원 또는 교육정보원 등에서 시∙도 실정에 따라 관리 운영)
- 학교단위 : 교수학습도움센터

## 같이 보기
- 교육청